# As Cavernas de Marte
David Starr Space Ranger (No Brasil: As Cavernas de Marte) é o primeiro livro da Série Lucky Starr, seis livros infanto-juvenis de ficção científica escritos por Asimov, que originariamente foram publicados sob o pseudônimo de Paul French. O livro foi escrito entre 10 de junho e 29 de julho de 1951 e primeiramente publicado por Doubleday & Company em janeiro de 1952. Desde 1971, re-edições incluem uma introdução de Asimov explicando que devido às avançadas condições de conhecimento sobre Marte, algumas descrições se tornaram imprecisas. A intenção original do livro seria para servir como base para uma série de televisão, uma versão espacial do Lone Ranger, mas a série nunca foi produzida, em parte por outra série chamada Rocky Jones, Space Ranger, que já estava em planos de produção.

## Resumo do enredo
As Cavernas de Marte introduz a série e os principais personagens. A estória acontece por volta de 7,000 BC (cinco mil anos após a detonação da primeira bomba atômica, como mencionado no começo do livro), quando a humanidade se espalhou pelos planetas do Sistema Solar, e por outros planetas de outros sistemas. A organização mais poderosa do Sistema Solar é o "Conselho de Ciência", que reprime ameaças ao Sistema de Pessoas. O protagonista David Starr é um bio-físico órfão, qualificado para ser um membro do Conselho de Ciência, que aprende com os seus guardiões, Augustus Henree e Hector Conway, sobre 200 mortes nos últimos quatro meses, onde as vítimas morreram após consumir produtos produzidos em Marte. Conway e Henree temem que às mortes são parte de uma conspiração para amedrontar as pessoas da Terra; por isso, Starr viaja clandestinamente para Marte, com intenção de descobrir alguma conexão das mortes com os Sindicatos de Agricultura Marcianos.
Em Marte, Starr se encontra com John "Bigman" Jones, um belicoso fazendeiro marciano de 1,60 m, que está na lista negra dos sindicatos, por ver coisas que não deveria. Quando seu ex-chefe, Hennes, expulsa Jones do prédio de empregados da fazenda, Starr intervém e acaba ganhando algumas posições, tanto para ele como para o Bigman. Hennes subsequentemente atordoa os dois.
Starr acorda numa fazenda que pertence ao Sr. Makian, chefe de Hennes, a quem ele dá o nome falso de "Wiiliams", e afirma que veio para Marte saber mais sobre a morte de sua irmã mais nova, devido à comida envenenada; por isso Markian manda o agronomista da fazenda, Benson, para falar com ele. De acordo com Benson, a comida envenenada veio de várias fazendas marcianas, mas foi exportada através de Wingrad City, um dos três assentamentos para humanos com redomas de Marte; enquanto à Makian e vários outros donos de fazenda, são oferecidas ridículas somas de dinheiro por suas fazendas, aparentemente sem conexão com os envenenamentos. Benson sugere que nativos de Marte, vivendo debaixo da superfície do planeta estão envenenando a comida para expulsar a humanidade de Marte. Makian oferece à Starr se juntar a vistoria das fazendas. Bigman avisa ele que Hennes vai atacá-lo durante a vistoria; mas quando Starr decide fazer parte da vistoria, Bigman se junta a ele.
Assim que atinge a gravidade de marte, Starr perde o controle de seu carro-de-areia, quase caindo em uma fenda; e quando Bigman descobre que uma das peças do carro-de-areia de Starr está faltando, Starr se da conta que Griswold deliberadamente falhou em avisá-lo. Então Starr confronta Griswold, que ao tentar se desvencilhar de Starr, cai na fenda e morre.
No dia seguinte, Benson faz de Starr seu assistente, para mantê-lo longe de Hennes. Quando Bigman recebe sua referências de Hennes e despede-se, Starr pede a ele que consiga alguns book-tapes da biblioteca de Wingrad City. Bigman concorda e depois admite que ele já havia reconhecido o falso "Williams" como David Starr, do Conselho de Ciência.
Naquela noite, quando Starr encontra Bigman fora da redoma, ele revela que acredita nos marcianos de Benson, e que a fenda em que Griswold caiu é uma entrada para a caverna dos marcianos. Starr desce pela fenda e é capturado pelos marcianos; seres inteligentes, curiosos sobre os homens da Terra na superfície, e que não sabem nada sobre a comida envenenada. Eles dão à Starr o nome de "Space Ranger", porque ele viaja através do espaço, e dão a ele uma máscara "sem forma", que agirá como um campo de força pessoal e vai disfarçá-lo de outros humanos.
Starr usa a máscara para se proteger de uma tempestade de areia marciana quando retorna à fazenda, onde ele é questionado sobre como sobreviveu à tempestade e respostas sobre quem trouxe ele; um mascarado chamado "Space Ranger". Benson conta à Starr que enquanto ele estava fora, todos os donos de fazenda receberam uma carta do envenenador, reivindicando que, se os fazendeiros não entregarem o controle das fazendas a ele em trinta e seis horas, ele aumentará a quantidade de veneno mil vezes.
Depois que Benson parte, outro capanga de Hennes tenta atirar em Starr. Mais tarde, Hennes acusa Starr de estar envenenando a comida. Bigman chega com o Dr. Silvers do Conselho de Ciência, que anuncia que o governo declarou estado de emergência, e que o conselho tomará o controle de todas as fazendas de Marte. Se o mistério não for solucionado até o prazo determinado, toda a exportação de comida marciana para a Terra vai parar, e um racionamento vai ser instituído.
Starr consegue ajuda com Silvers para ser publicamente removido da fazenda marciana, para então retornar secretamente. Disfarçado pela máscara, ele confronta Hennes, que cega a si mesmo, ao atirar um "blaster" em Starr. Starr procura por Hennes e, logo que tira o disfarce, convence Silvers a encontrar Makian, Hennes e Benson no dia seguinte.
Na reunião, Starr aparece disfarçado e revela que Benson envenenou a comida enquanto tirava amostras da mesma, e Hennes manteve contato com os capangas de Benson no cinturão de asteróides. Seguido da confissão de Benson, Bigman revela que apesar do disfarce da máscara marciana, ele reconheceu Starr pelo seu singular e descolorido par de botas pretas e brancas.

## Temas
Como John H Jenkins notou, os livros de Asimov são tipicamente escritos sobre a Terra, ou algum planeta fictício fora do sistema solar. A maioria das exceções dessa regra são os livros da série Lucky Starr, que se passam entre os mundos familiares de nosso sistema solar. As Cavernas de Marte é o único livro de Asimov que se passa em Marte, e o que ele escreve sobre Marte é acurado, até otimista, baseado no que era conhecido sobre Marte em 1951. A atmosfera de Marte é um quinto mais densa que a da Terra e é irrespirável para nós humanos, pela falta de oxigênio. Os famosos canais de Marte não são mencionados, apesar de o planeta Marte de Asimov tem uma rede de fendas que talvez tenham sido a inspiração disso.
David Starr foi descaradamente baseado no herói do velho-oeste, "Lone Ranger", e Asimov tenta fortemente recriar o fictício oeste americano em Marte. Os homens das fazendas são indivíduos duros e grosseiros, assim como os "cowboys" fictícios. David Starr é um Cavaleiro Solitário da ficção científica, incluindo a máscara e o hábito de desaparecer após derrotar os vilões. Neste primeiro livro da série, Starr expõe e derrota uma conspiração criminal, na tradição clássica do "mascarado combatente do crime"! Nos livros seguintes da série, Starr se distancia do mascarado combatente de crimes e torna-se um agente secreto da Guerra Fria, defendendo o Sistema Solar de inimigos externos.
Em um dos próximos livros da série, Os Oceanos de Vênus, o Conselho de Ciência é descrito da seguinte maneira: "Nos dias atuais, em que a ciência realmente penetrou na sociedade e cultura humana, os cientistas não podem mais se restringir aos seus laboratórios. Por essa razão, o Conselho de Ciência nasceu. Originariamente, foi criado com a intenção de ser um corpo consultivo para ajudar o governo em assuntos de importância galáctica, onde somente cientistas treinados teriam suficiente informação para tomar decisões inteligentes. Cada vez mais, foi se tornando em uma agência de combate ao crime, um sistema de contra-espionagem. Em suas mãos, o conselho foi tirando do governo, mais e mais tópicos."
A desenvolvimento científico mais importante durante a vida de Asimov, foi a descoberta da energia nuclear. Asimov viu o poder nuclear escapar do controle dos cientistas que o descobriram, se tornando o brinquedo de políticos que vagamente entenderam seu poder, e que pareciam cegos para o perigo que representava. A preocupação de Asimov sobre o assunto era evidente, de acordo com algumas estórias individuais, tais como Hell-Fire e Silly Asses, bem como na Terra pós-nuclear e semi-habitável descrita em Pebble in the Sky e The Stars Like Dust. O Conselho de Ciência pode ser visto como a realização de um desejo de Asimov, com os cientistas do futuro inclinando a balança do poder em direção deles mesmos e longe dos analfabetos científicos que populam o governo.

## Recepção do livro
Para o The New Your Times, Ellen Lewis Buell escreveu que Asimov "combina ingeniosamente mistério e ficção científica", dizendo que "sua inventividade e o uso de detalhes pitorescos"  são remanescentes de Robert A. Heinlein. Groff Conklin elogiou o livro como uma tarifa de efetivação juvenil: "sem romance, extremamente pouca ciência, mas imaginação sem limites, ideias e eventos excitantes." Surpreendentemente, o crítico P. Schuyler Miller descreveu o livro como, "uma space opera de movimento rápido que todos nós conhecemos, sem ligar em particular para a plausibilidade científica."